# Схенк, Адрианус
Адрианус Схенк (нидерл. Adrianus Schenk) более известный как Ард Схенк (нидерл. Ard Schenk, род. 16 октября 1944, Анна-Полона, Нидерланды) — нидерландский конькобежец, трёхкратный чемпион Олимпийских игр 1972 года (1500 м, 5000 м и 10 000 м), многократный чемпион мира, многократный чемпион Европы. Многократный рекордсмен мира.
После Игр 1972 года Ард Схенк ушёл в профессионалы.